# Вейделевская степь
Ве́йделевская степь — фрагмент сохранившейся степной растительности в Вейделевском районе Белгородской области. На его территории расположен региональный ботанический заказник Урочище Гнилое.

## Географическое положение
Вейделевская степь (урочище Гнилое) расположена на территории Викторопольского сельского поселения (Вейделевский район Белгородской области), в трёх километрах юго-восточнее поселка Викторополь и в одном километрее южнее хутора Орлов. Занимает территорию степной балки Горенков яр, простирающейся в южном направлении, и лесного урочища Гнилое, расположенное в верховьях балки. Балка Горенков яр относится к водосборному бассейну реки Демина. Общая площадь ботанического заказника составляет 60 га. Из них 10 га приходится на лесную часть и 50 га — на степную. Протяженность заказника с севера на юг составляет около 2900 м, а с запада на восток (в самой широкой части) - около 700 м.

## Поверхностные воды
Постоянные водотоки на территории заказника отсутствуют. Поверхностные воды представлены двумя прудами, расположенными в северной его части. Один пруд находится внутри байрачного леса, а второй - на стыке степной и лесной части заказника.

## Растительность
Большая часть ботанического заказника покрыта ковыльной степью, в которой доминирует ковыль узколистный . Здесь встречается ряд видов растений, занесенных в Красную Книгу России: брандушка разноцветная, касатик низкий, ковыль перистый, левкой душистый, копеечник крупноцветковый. Также здесь в достаточно большом количестве встречается пион тонколистный, который местное население называет "воронец". Этот вид является символом Вейделевского района и изображен на его гербе.

## История

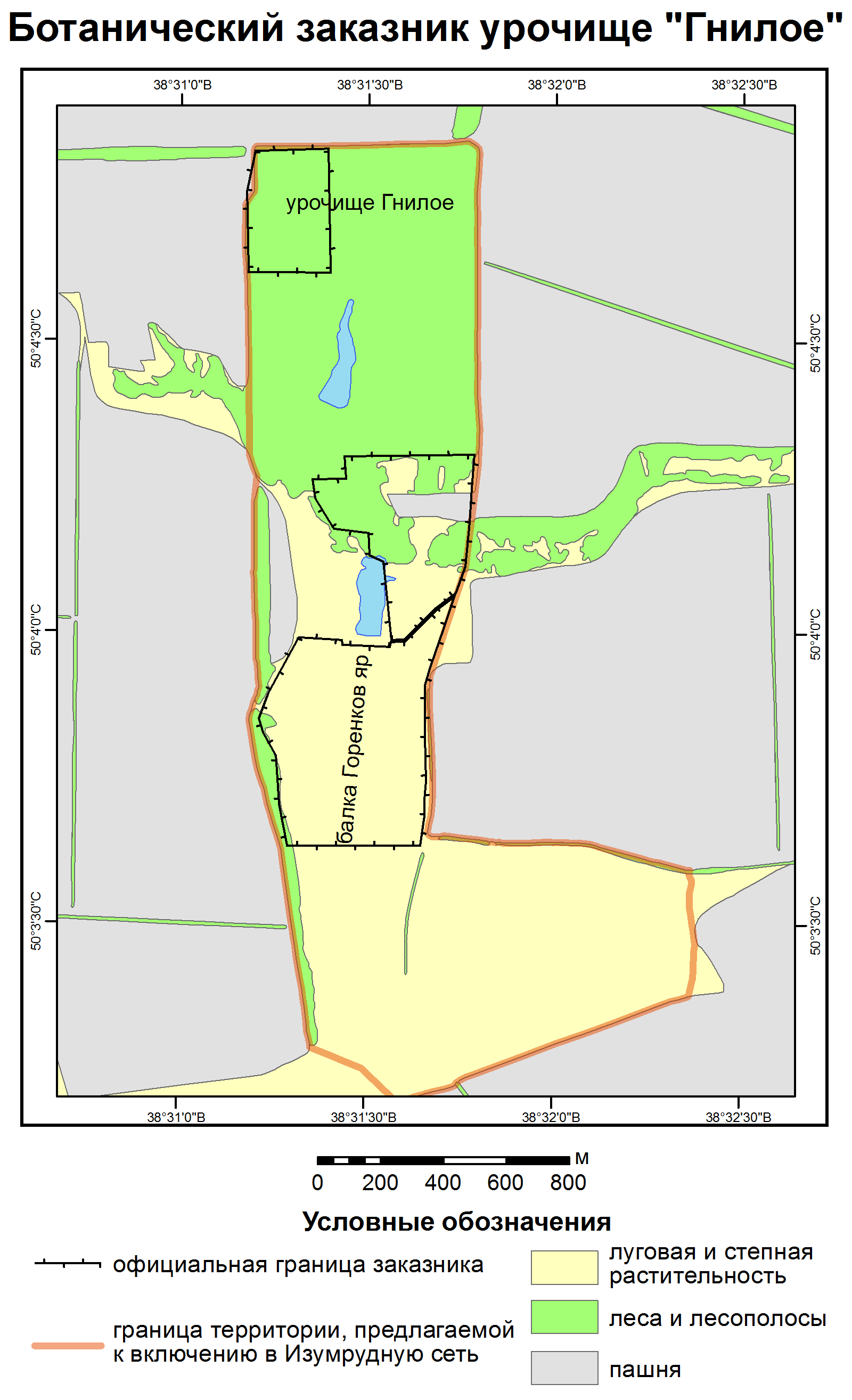
Карта ботанического заказника урочище «Гнилое»

К началу XX векам в окрестностях Вейделевки сохранялись участки нераспаханных ковыльных степей — так называемая Вейделевская степь. Территория современного заказника Урочище Гнилое является одним из остатков тогдашней Вейделевской Степи. В то время она принадлежала графине Софье Владимировне Паниной. В 1908 году здесь по её инициативе был учрежден частный заповедник. Изначально он занимал 12 десятин земли.
Научное сообщество России узнало о заповеднике в имении графини Паниной благодаря В. А. Дубянскому — консерватору Имперского Ботанического сада. Он выдвинул идею создать при заповеднике Степную биологическую станцию Петроградского общества естествоиспытателей. Степная комиссия Отделения Ботаники этого Общества, в состав которой тогда входили Н. А. Буш, В. А. Дубянский и В. Н. Сукачев, обратилась к графине Паниной с предложением о создании научной станции и увеличении площади заповедного участка. Графиня Панина дала на это согласие, и биологическая станция была создана в 1914 году. Также С. В. Панина предложила передать участок в собственность Петроградского общества естествоиспытателей и решила оплатить расходы на постройку помещений станции. В благодарность за это пожертвование, биологическую станцию и заповедник было решено назвать в честь С. В. Паниной, а сама она была избрана почетным членом Петроградского общества естествоиспытателей.
Новый состав Степной комиссии, в который помимо членов предыдущего состава вошли академик И. П. Бородин, К. М. Дерюгин и К. Д. Глинка, предложил увеличить площадь заповедника до 50 десятин. Этот проект расширения предполагал включить в состав заповедника 10 десятин нераспаханных солонцов. Но от такой идеи пришлось отказаться. Ближайшие непаханые солонцы находились слишком далеко, и их охрана была бы затруднительна. Тем не менее, расширение заповедника произошло. Сначала в 1912 году в его состав были включены 18 десятин. А летом 1914 произошло ещё одно расширение, и общая площадь достигла 50 десятин. Все прибавленные территории располагались на склонах и дне балки, рядом с первым участком, заповеданным ещё в 1908 году.
Степная биологическая станция и заповедник в имени графини Паниной просуществовали до 1917 года. За это время здесь проводились исследования в области ботаники, физиологии растений, почвоведения. Природу заповедника изучали известные отечественные учёные И. П. Бородин, А. А. Рихтер, Б. А. Келлер, В. А. Дубянский и др. Была создана метеостанция. В 1915 году было принято решение создать на биологической станции степной ботанический сад.
После 1917 года заповедник в имении графини Паниной и биологическая станция прекратили свою работу. Вновь природоохранный статус территория получила в 1978 как памятник природы Урочище Гнилое и яры. В 1991 году урочище Гнилое получило статус регионального ботанического заказника. В 1995 году было намечено образование здесь участка Центрально-Чернозёмного заповедника. Но это решение до сих пор не претворено в жизнь. В 2012 году эта территория и её окрестности включены в состав перспективных участков Изумрудной сети Европы в Белгородской области под названием «Гнилое и Каменья».

## Экологическое состояние и проблемы охраны
Антропогенное влияние на территорию заказника исходит с окружающих его пахотных угодий, непосредственно примыкающих к бровке балки. При производстве сельскохозяйственных работ отмечается складирование на территории балки растительных остатков. Из-за распашки полей частицы почвы с них смываются в балку дождевыми и талыми водами. Вместе с ними на территорию заказника переносятся пестициды и удобрения. Их угнетающее влияние на состояние растительности сказывается вдоль границ урочища на расстоянии первых десятков метров.  . Но в целом антропогенное загрязнение остается невысоким.